# Mellantjärnen (Ockelbo socken, Gästrikland)
Mellantjärnen är en sjö i Gävle kommun och Ockelbo kommun i Gästrikland och ingår i Hamrångeåns huvudavrinningsområde. Sjön har en area på 0,0641 kvadratkilometer och ligger 65,1 meter över havet.

## Delavrinningsområde
Mellantjärnen ingår i det delavrinningsområde (676016-155874) som SMHI kallar för Mynnar i Stor-Dammsjön. Medelhöjden är 68 meter över havet och ytan är 0,35 kvadratkilometer. Det finns inga avrinningsområden uppströms utan avrinningsområdet är högsta punkten. Vattendraget som avvattnar avrinningsområdet har biflödesordning 2, vilket innebär att vattnet flödar genom totalt 2 vattendrag innan det når havet efter 22 kilometer. Avrinningsområdet består mestadels av skog (82 procent). Avrinningsområdet har 0,07 kvadratkilometer vattenytor vilket ger det en sjöprocent på 18,6 procent.